# Municipio de German (condado de Vanderburgh)
El municipio de German (en inglés: German Township) es un municipio ubicado en el condado de Vanderburgh en el estado estadounidense de Indiana. En el año 2010 tenía una población de 7441 habitantes y una densidad poblacional de 99,63 personas por km².

## Geografía
El municipio de German se encuentra ubicado en las coordenadas 38°2′38″N 87°38′39″O / 38.04389, -87.64417. Según la Oficina del Censo de los Estados Unidos, el municipio tiene una superficie total de 74.68 km², de la cual 73.96 km² corresponden a tierra firme y (0.97%) 0.72 km² es agua.

## Demografía
Según el censo de 2010, había 7441 personas residiendo en el municipio de German. La densidad de población era de 99,63 hab./km². De los 7441 habitantes, el municipio de German estaba compuesto por el 97.98% blancos, el 0.43% eran afroamericanos, el 0.11% eran amerindios, el 0.51% eran asiáticos, el 0.03% eran isleños del Pacífico, el 0.16% eran de otras razas y el 0.78% pertenecían a dos o más razas. Del total de la población el 0.81% eran hispanos o latinos de cualquier raza.